# Gare de Ripoll
La gare de Ripoll (en catalan : estació de Ripoll) est une gare ferroviaire espagnole qui appartient à ADIF située dans la commune de Ripoll dans la comarque du Ripollès. La gare est le lien d'union entre la ligne Barcelone - Ripoll et la ligne Ripoll - Puigcerdà par où circulent des trains de la ligne R3 de Rodalies de Catalogne opérés par Renfe Operadora.

## Histoire

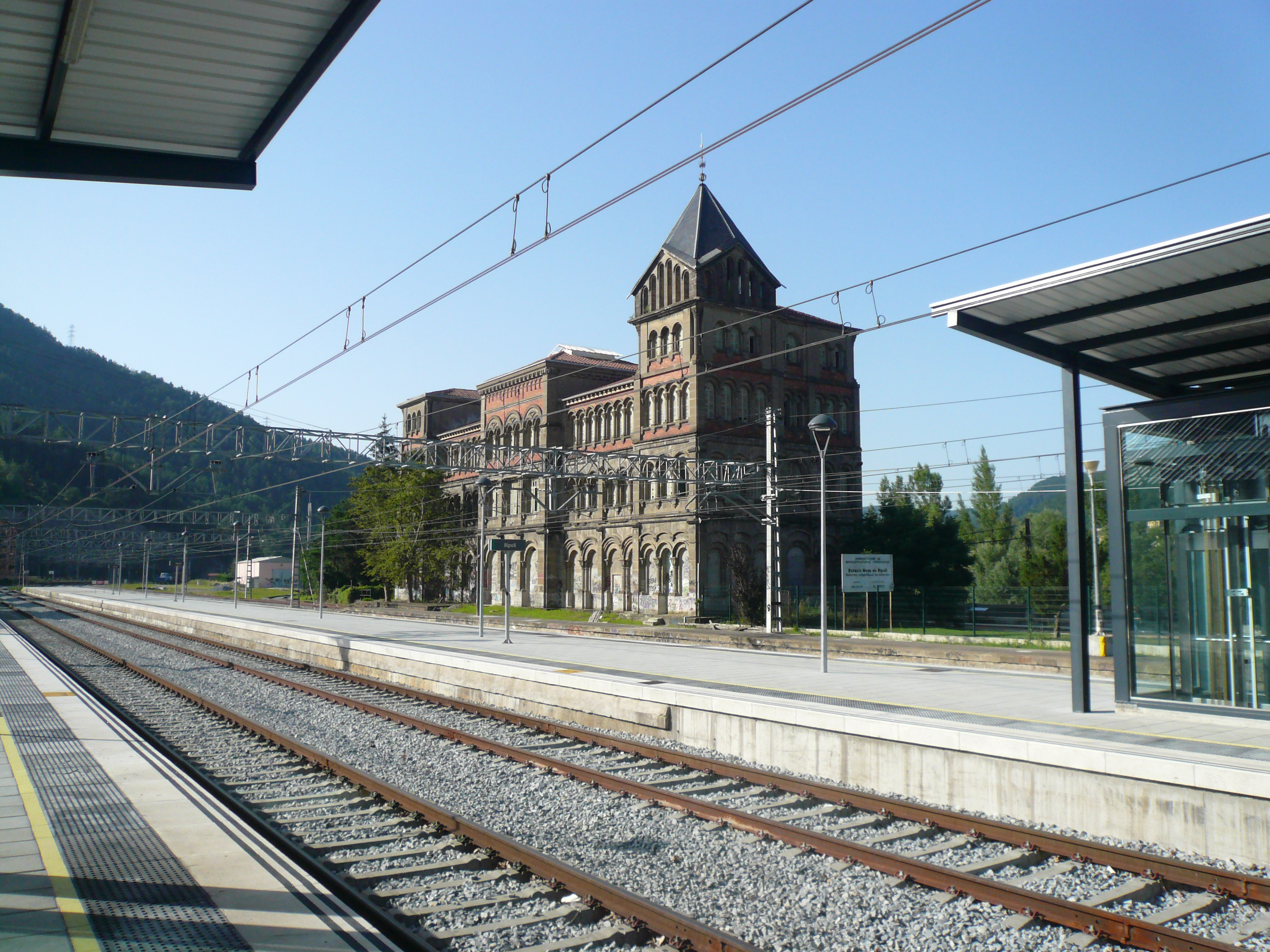
Voies et quais au premier plan et bâtiment de la gare jamais inauguré au fond.

Le train est arrivé à Ripoll lorsque le tronçon entre Sant Quirze de Besora et Ripoll a été ouvert en 1880, la même année, le reste du tronçon a été ouvert à Sant Joan de les Abadesses, afin de relier les industries de Barcelone aux mines des Pyrénées. En ce qui concerne la ligne Ripoll-Puigcerdà, dans l’idée de communiquer avec le réseau français, le premier tronçon a été ouvert en 1919 lors de la mise en service du trançon entre Ripoll et Ribes de Freser. Cette gare du chemin de fer trans-pyrénéen, comme on le sait depuis la ligne Ripoll à Puigcerdà, a été mise en service en 1919 lors de l’ouverture du tronçon entre Ripoll et Ribes de Freser. La section entre Ripoll et Sant Joan a fermé les années 1980 et a été convertie en voie verte appelée Route du Fer et du Charbon.
Même si souvent, elle est connue comme la ligne Barcelone - Puigcerdà, l'histoire de la gare de Ripoll remonte à la construction de deux lignes : la Ligne Barcelone - Ripoll - Sant Joan de les Abadesses et la ligne Ripoll - Puigcerdà ou Trans-pyrénéen. 
À l'heure actuelle, on peut encore voir une copie de la locomotive légendaire de la série Renfe 1000 restaurée, construite spécialement pour cette ligne de train, bien qu'elle ait été endommagée par le vandalisme.
En 2016, 76 000 passagers ont transité à la gare de Ripoll.

## Service des voyageurs

### Desserte
Une partie des trains en provenance de L'Hospitalet de Llobregat termine leurs trajets ici et recommencent plus tard jusqu'à L'Hospitalet.

Installations et desserte
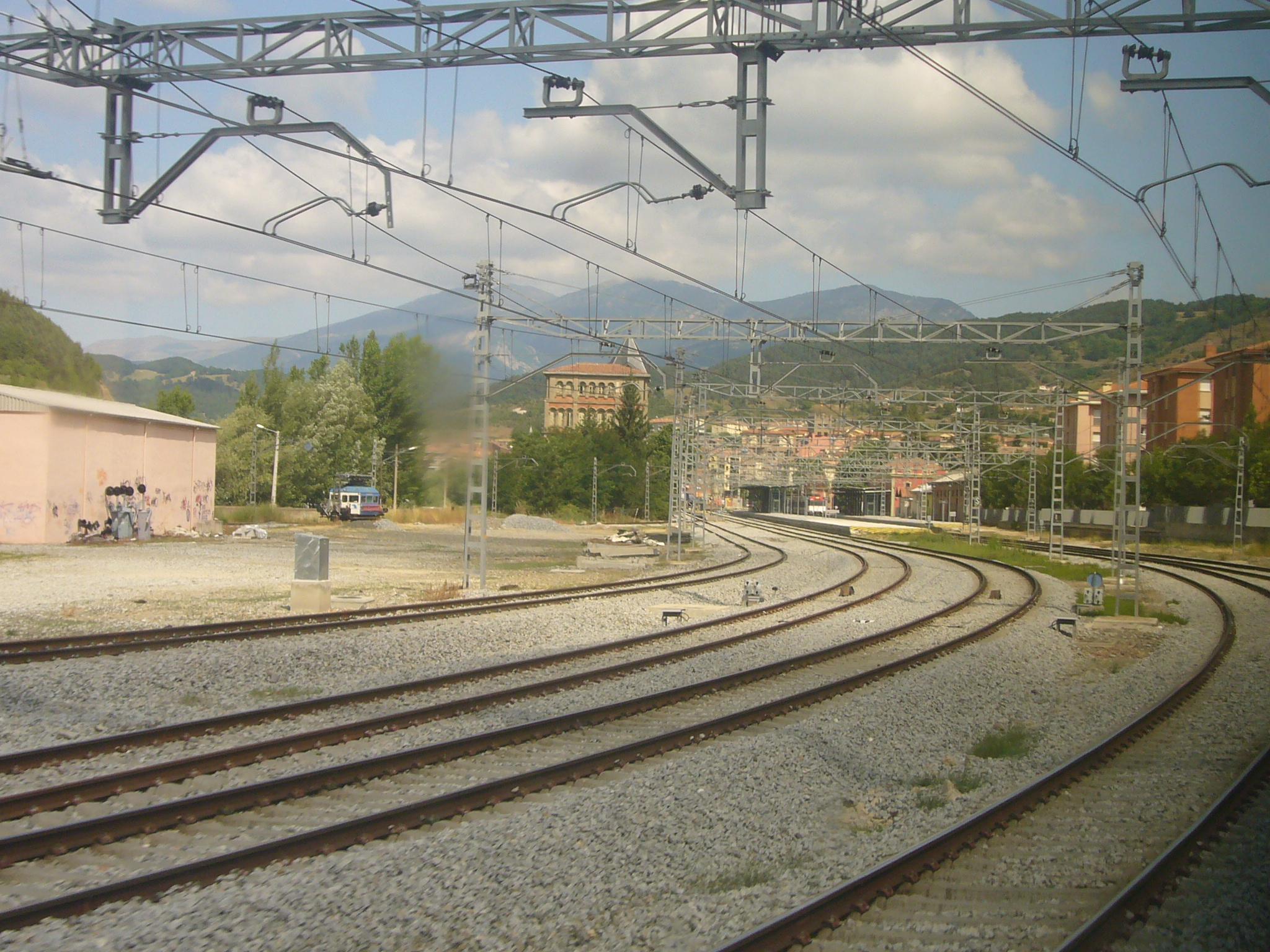
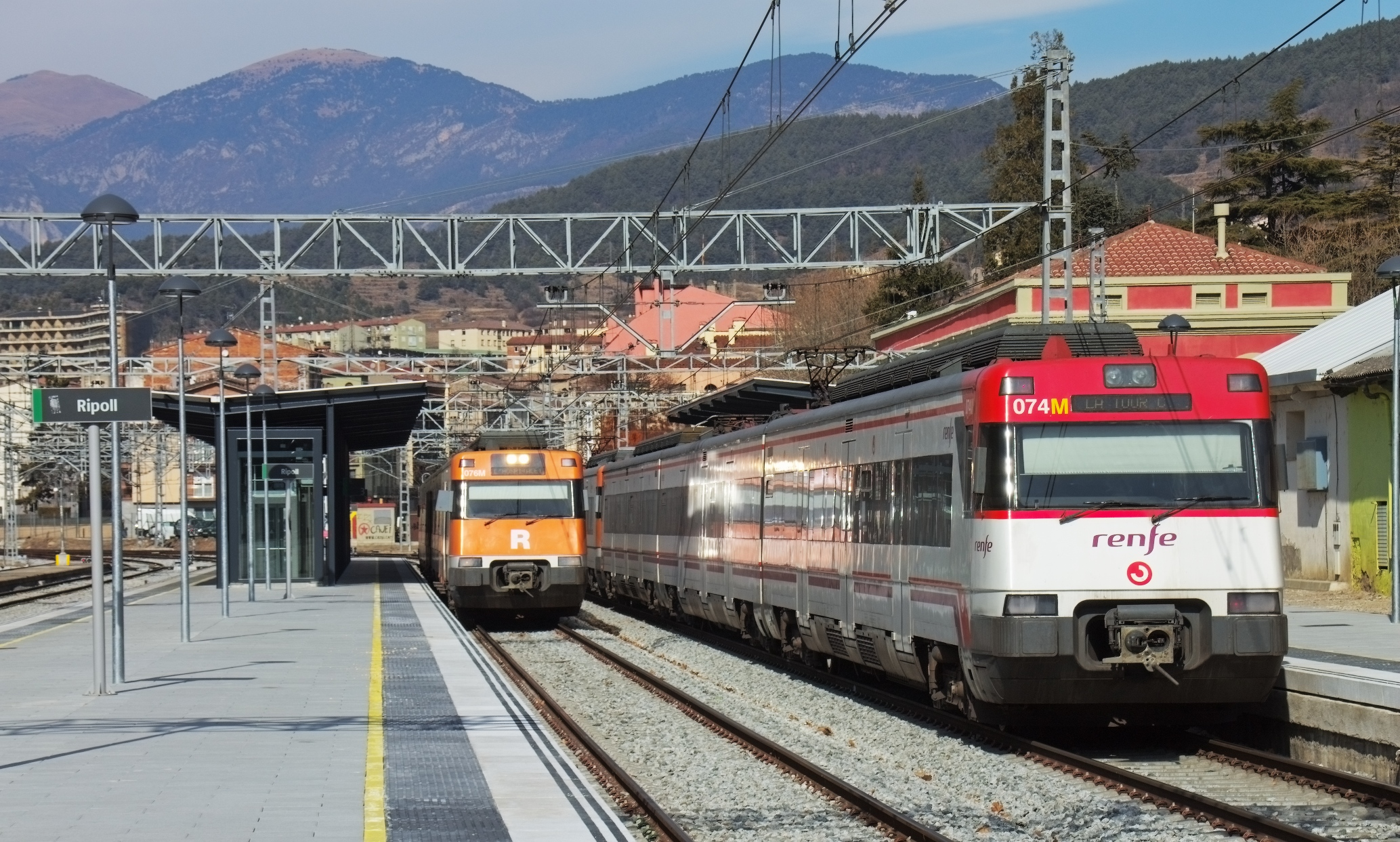